# Futur simple
Das Futur simple ist ein Tempus der französischen Sprache. Es entspricht dem deutschen Futur I.

## Verwendung
Im Französischen wird das futur simple vor allem in der Schrift- und gehobenen Sprache verwendet, in der Umgangssprache wird hingegen meist das futur composé benutzt. Es kennzeichnet Vorgänge, die in ferner Zukunft liegen oder deren Einzelheiten noch unbestimmt sind.
Das futur simple existiert nur im Indikativ.
Bildung: Infinitiv des Verbs + die konjugierten Formen von avoir (Ausnahme 1. und 2. Person Plural, dort nur die Endung der entsprechenden Form). Weicht die 1. Person Singular leicht vom Infinitiv ab, so ist diese Form als Stamm zu verwenden und wird um ein "r" ergänzt (appeler, j'appelle, j'appellerai). Somit ist es für viele Verben vorteilhafter, den Stamm nicht aus dem Infinitiv zu bilden.
```
je         parler + -ai          je             parlerai
tu                  -as          tu             parleras
il/elle/on          -a           il/elle/on     parlera
nous                -ons         nous           parlerons
vous                -ez          vous           parlerez
ils/elles           -ont         ils/elles      parleront
```

## Beispiele

### Verben der ersten Gruppe
(Verben auf -er)
chanter (singen)
| je   | chanterai  |
| tu   | chanteras  |
| il   | chantera   |
| nous | chanterons |
| vous | chanterez  |
| ils  | chanteront |

### Verben der zweiten Gruppe
(Verben auf -ir)
finir (beenden, enden)
| je         | finirai  |
| tu         | finiras  |
| il/elle/on | finira   |
| nous       | finirons |
| vous       | finirez  |
| ils/elles  | finiront |

### Verben der dritten Gruppe
(Verben auf -re /- oir)
lire (lesen)
| je   | lirai  |
| tu   | liras  |
| il   | lira   |
| nous | lirons |
| vous | lirez  |
| ils  | liront |

Bei regelmäßiger Konjugation wird der Infinitiv um die Endung des futur simple ergänzt. Bei Verben mit -re (3. Gruppe) wird jedoch der Stamm um das e gekürzt.

### Ausnahmen
| Personalpronomen | aller | avoir  | être   | faire  | pouvoir  | savoir  | voir    | envoyer   | devoir  | recevoir  | vouloir  | venir     |
| ---------------- | ----- | ------ | ------ | ------ | -------- | ------- | ------- | --------- | ------- | --------- | -------- | --------- |
| je               | irai  | aurai  | serai  | ferai  | pourrai  | saurai  | verrai  | enverrai  | devrai  | recevrai  | voudrai  | viendrai  |
| tu               | iras  | auras  | seras  | feras  | pourras  | sauras  | verras  | enverras  | devras  | recevras  | voudras  | viendras  |
| il, elle, on     | ira   | aura   | sera   | fera   | pourra   | saura   | verra   | enverra   | devra   | recevra   | voudra   | viendra   |
| nous             | irons | aurons | serons | ferons | pourrons | saurons | verrons | enverrons | devrons | recevrons | voudrons | viendrons |
| vous             | irez  | aurez  | serez  | ferez  | pourrez  | saurez  | verrez  | enverrez  | devrez  | recevrez  | voudrez  | viendrez  |
| ils, elles       | iront | auront | seront | feront | pourront | sauront | verront | enverront | devront | recevront | voudront | viendront |

### Verschiedene Beispiele
| acheter     | →           | j’achèterai                                             | kaufen                                                  |
| aller       | →           | j’irai                                                  | gehen                                                   |
| apercevoir  | →           | j’apercevrai                                            | bemerken                                                |
| s’asseoir   | →           | je m’assiérai / je m’assoirai                           | sich setzen                                             |
| courir      | →           | je courrai                                              | laufen                                                  |
| devenir     | →           | je deviendrai                                           | werden                                                  |
| devoir      | →           | je devrai                                               | müssen, sollen                                          |
| s’ennuyer   | →           | je m’ennuierai                                          | sich langweilen                                         |
| envoyer     | →           | j’enverrai                                              | schicken                                                |
| jeter       | →           | je jetterai                                             | werfen                                                  |
| falloir     | →           | il faudra                                               | brauchen, nötig sein                                    |
| (Bemerkung: | (Bemerkung: | falloir wird nur in der 3. Person Singular verwendet.)  | falloir wird nur in der 3. Person Singular verwendet.)  |
| faire       | →           | je ferai                                                | machen, tun                                             |
| pleuvoir    | →           | il pleuvra                                              | regnen                                                  |
| (Bemerkung: | (Bemerkung: | pleuvoir wird nur in der 3. Person Singular verwendet.) | pleuvoir wird nur in der 3. Person Singular verwendet.) |
| pouvoir     | →           | je pourrai                                              | können                                                  |
| recevoir    | →           | je recevrai                                             | empfangen                                               |
| savoir      | →           | je saurai                                               | wissen                                                  |
| se souvenir | →           | je me souviendrai                                       | sich erinnern                                           |
| tenir       | →           | je tiendrai                                             | halten                                                  |
| valoir      | →           | je vaudrai                                              | wert sein, gelten                                       |
| venir       | →           | je viendrai                                             | kommen                                                  |
| voir        | →           | je verrai                                               | sehen                                                   |
| vouloir     | →           | je voudrai                                              | wollen                                                  |